# 库尔德自由和民主联盟
库尔德自由和民主联盟（土耳其語：Kürt Özgürlük ve Demokrasi İttifakı，缩写为KÖDİ，缩写为TADK）是土耳其的一个库尔德人政党联盟。该联盟在2023年土耳其大选前的2023年4月3日成立。

## 成员

### 政党
- 人民平等与民主党
- 民主地区党
- 人民民主党
- 自由党
- 人民和自由党
- 库尔德斯坦共产党
- 库尔德斯坦社会党（土耳其語：Kürdistan Sosyalist Partisi (Türkiye)）

### 非政府组织
- 民主社会大会（英语：Democratic Society Congress）
- 革命民主库尔德协会